# 小林富士夫
小林 富士夫（こばやし ふじお、1944年7月15日 - ）は、神奈川県出身のプロゴルファー。
医療法人光洋会所属 。

## 略歴
日体荏原高校では丸山茂樹・伊沢利光の先輩となるが、小林は野球部の外野手で甲子園を目指し、東京都予選の決勝進出が最高の成績であった。
卒業後は横浜市中央卸売市場本場の仲買人、サラリーマン、トラック運転手などの職を経て、21歳で神奈川県のゴルフ場の管理課職員になったのが、プロを目指すきっかけになった。22歳からゴルフの練習を始め、1970年に26歳でプロテストに合格。
プロ入り当初から手首の腱鞘炎が持病のようになっていたが、地味だがステディなゴルフを身上に活躍。
1975年の関東オープンでは最終日に青木功が6番で10mもの大フックラインを放り込み、これでエンジンがかかったのか、そこから数えて4連続バーディを獲って快進撃をすると、小林も7番でバーディを獲った後の、左へ直角に曲がる8番ロングホールで2オン1パットのイーグル。一気に5アンダーとして、青木との1打差を守った。14番でもバーディを獲ったが、2位に終わった。
1976年のくずは国際で陳健忠（中華民国）を抑えて逆転でツアー初優勝を飾ると、1977年のブリヂストンオープンでは最終日に18番でパットを手堅く寄せるなど通算10アンダーで逆転優勝を飾り、1978年にはロサンゼルスオープンに出場。
帰国後の日本プロでは初日に青木らと共に4位に付けると、2日目には尾崎健夫と共に6位グループ、3日目は10位であったが、最終日はショット好調で16、17番連続バーディーなど、ボギーなしの67で回り通算7アンダーとなる。同じく7アンダーの中嶋常幸とのプレーオフに突入し、最初のホールは16番パー5で中嶋は2オン。グリーンオーバーした小林は第3打も7mと寄せ切れず、中嶋はイーグルパットを2m以上オーバーさせるが、有利な状況に変わりはなかった。小林は「フックラインだが、フックに打ったら外れる。ストレートで思い切って攻めよう」と思い、先に7mを決めた。追い詰められた中嶋が外して3パットとなり、小林がプロ初の公式戦タイトルをプロ日本一で飾った。
1981年には日本ゴルフツアー機構（JPGA）のツアー競技に指定された長野県オープンで草壁政治のプレーオフになったが、濃霧のため途中打ち切り で同スコア優勝となった。
1982年の日本プロでは、左手の腱鞘炎と血行障害に悩みながらも、常にフルスイングするようにし、初日に8バーディー、2ボギーの66をマーク。4番16mのバーディーパットを決めるなど、パットが冴えて首位に立ち、最終的には倉本昌弘の3位タイであった。
同年の群馬県オープンでは初日から首位を譲らず、逃げ切って優勝  。
1983年のブリヂストン阿蘇では上野忠美とのプレーオフを1ホール目で決めて優勝するが、1987年からはシード落ちが3シーズン続く。
1989年にはシーズン27試合を戦い、ミズノオープン2位、テーラーメイド・ブリヂストン阿蘇3位など、前半戦でいい結果を出したこともあって、秋以降は棄権やら予選落ちが続いたものの、1990年には返り咲きを果たす。
1993年のハワイパールオープンでは強風が続く最終日に3アンダーの69で回りプレーオフに持ち込むが、プレーオフ1番ホール（パー5）のティーショットでいきなりOBを叩き自滅し、2位に終わった。
1994年からはシニア入りし、2年目の1995年のTPCスターツでシニア初優勝を飾って以来、後援・協力競技合わせてシニア14勝をマーク。
2000年にはコマツオープン、アサヒ緑健TVQシニアで優勝。
2001年の日本シニアオープンではプレーオフで高橋勝成、テリー・ゲール（オーストラリア）を破り、同大会の最年長優勝記録（57歳3ヶ月）を更新する。最年長記録は翌2002年にキャッスルヒルオープンで鷹巣南雄に、2007年に日本シニアオープンで青木によって更新されている。
2002年の日本オープンを最後にレギュラーツアーから引退し、60歳となった2004年には関東プログランドシニアでも優勝。

## 主な優勝

### レギュラー
- 1976年 - くずは国際
- 1977年 - ブリヂストンオープン
- 1978年 - 日本プロ
- 1979年 - 長野県オープン
- 1981年 - 長野県オープン
- 1982年 - 群馬県オープン
- 1983年 - ブリヂストン阿蘇
- 1985年 - 伊香保国際
- 1991年 - 丸善建設カップ、NISSANオールスター、後楽園カップ
- 1992年 - NISSANオールスター

### シニア
- 1995年 - TPCスターツシニア
- 1996年 - HTBシニア
- 1997年 - シニアチャリティプロアマ
- 1999年 - キャッスルヒルオープン、アサヒ緑健HTBシニア
- 2000年 - コマツオープン2000、アサヒ緑健HTBシニア、オールドマンパーシニア、アサヒ緑健TVQシニア
- 2001年 - 日本シニアオープン、アサヒ緑健HTBシニア、全日空・石垣島シニアプロアマ
- 2003年 - MKチャリティシニア
- 2004年 - ヨネックスオープン沖縄、関東プログランドシニア